# تفجيرات مترو باريس 1995
قام بتنفيذ تفجيرات مترو باريس 1995 الجماعة الإسلامية المسلحة (GIA) التي قامت بمد حرب العشرية السوداء في الجزائر إلى فرنسا. وقد أدت هذه الهجمات إلى مقتل ثمانية أشخاص وإصابة أكثر من 100 شخص إجمالاً. وكان اغتيال عبد الباقي صحرواي، أحد مؤسسي الجبهة الإسلامية للإنقاذ الجزائرية (FIS) الذي عارض هذه الهجمات في فرنسا، تمهيدًا لهذا التمديد لحملة الإسلاميين الإرهابية على فرنسا.

## ثلاثة تفجيرات
في 25 يوليو 1995، انفجرت أسطوانة غاز في محطة سان ميشال، الخط B من خطوط المترو بباريس RER (شبكة القطارات الإقليمية بباريس)، مما أسفر عن مقتل ثمانية أشخاص وإصابة 80 آخرين.
في 17 أغسطس، انفجرت قنبلة في قوس النصر وأصابت 17 شخصًا. وفي 26 أغسطس، تم العثور على قنبلة ضخمة في خط سكة حديد للقطارات السريعة قرب مدينة ليون. وفي يوم 3 سبتمبر، تعطلت قنبلة في ميدان بباريس، مما أسفر عن إصابة أربعة أشخاص، وفي 7 سبتمبر، انفجرت سيارة مفخخة في مدرسة يهودية بمدينة ليون وأصابت 14 شخصًا.
وتم التعرف على قائد الجماعة خالد كلكال، من خلال بصمات أصابع تركت على القنابل التي لم تنفجر. وقد قتل في 29 سبتمبر على أيدي أفراد من وحدة درك EPIGN الفرنسي عندما كان يقاوم الاعتقال في التلال القريبة من مدينة ليون.
ومع ذلك، استمرت الهجمات. ففي 6 أكتوبر، انفجرت أسطوانة غاز في محطة البيت الأبيض من مترو باريس وأصابت 13 شخصًا. وفي 17 أكتوبر، انفجرت أسطوانة غاز بين متحف أورسيه محطة سان ميشال نوتردام الخط RER C وأصابت 29 شخصًا.

## الإعتقالات والمحاكمات
تم رفع دعاوى ضد أعضاء الجماعة وإتهامهم بالعديد من التهم. وفر عدد من المشتبه بهم إلى المملكة المتحدة. وٱستمرت إجراءات تسليم المشتبه به رشيد رمضة لما يقرب من 10 سنوات بداية من عام 1995. وطوال هذه المدة، كان رمضة محتجزًا في سجن بيلمارش في لندن، وتم تسليم رمضة إلى فرنسا في 1 ديسمبر 2005 لاشتباه صلته بالتفجيرات. في 26 أكتوبر 2007، حكم على رمضة بالسجن مدى الحياة لتمويل الهجمات.
وفقًا لمستشار مكتب التحقيقات الفيدرالي لشؤون الإرهاب، إفان كوهلمان، فقد تم الحصول على الأموال المستخدمة لتمويل عمليات التفجير من أشخاص على اتصال بالجمعية الإسلامية في مسجد براندبيرجن في بلدية هانينج، السويد.